# Ma part de Gaulois (film)
 (février 2024).
Si vous disposez d'ouvrages ou d'articles de référence ou si vous connaissez des sites web de qualité traitant du thème abordé ici, merci de compléter l'article en donnant les références utiles à sa vérifiabilité et en les liant à la section « Notes et références ».
Pour plus de détails, voir Fiche technique et Distribution.
Ma part de Gaulois est une comédie française réalisée par Malik Chibane, sortie en 2024.

## Fiche technique
Sauf indication contraire, les informations mentionnées dans cette section peuvent être confirmées par les bases de données cinématographiques IMDb et Allociné,  présentes dans la section « Liens externes ».
- Titre original : Ma part de Gaulois
- Réalisation : Malik Chibane
- Scénario : Malik Chibane, d'après le livre Ma part de Gaulois de Magyd Cherfi
- Musique : Magyd Cherfi
- Décors : Thierry Jaulin
- Costumes : Noémie Le Tilly
- Photographie : Lubomir Bakchev et Fabrice Sébille
- Son : Frank Flies
- Montage : Cécile Perlès
- Production : Virgile Godillon et Nadia Hasnaoui
- Sociétés de production : Dellys Films
- Société de distribution : Alba Films
- Budget :
- Pays de production :  France
- Langue originale : français
- Format :
- Genre : Comédie
- Durée : 91 minutes
- Dates de sortie :
  - France : 31 janvier 2024

## Distribution
- Adila Bendimerad : Nacera Chakraoui, la mère
- Abdallah Charki : Mourad Chakraoui, lycéen
- Lyes Salem : Aziz Chakraoui, le père
- Cif-Eddine Garda : Mourad Chakraoui, collégien
- Marwan Amesker  : Nourdine, collégien
- Adda Senani ; Nourdine
- Régis Lux : le proviseur
- Ambre Munié : Hélène
- Arthur Petitjean : Franck